# Неємірдюм
Неємірдюм (нід. Nijemirdum, фриз. Nijemardum) — село в нідерландській провінції Фрисландія на узбережжі штучного прісного озера Ейсселмер. Входить до муніципалітету Фріске-Маррен.
Його площа становить 7,58 км², а населення станом на 2021 рік складало 570 осіб.
Перша згадка про населений пункт датується 1399 роком.

## Галерея

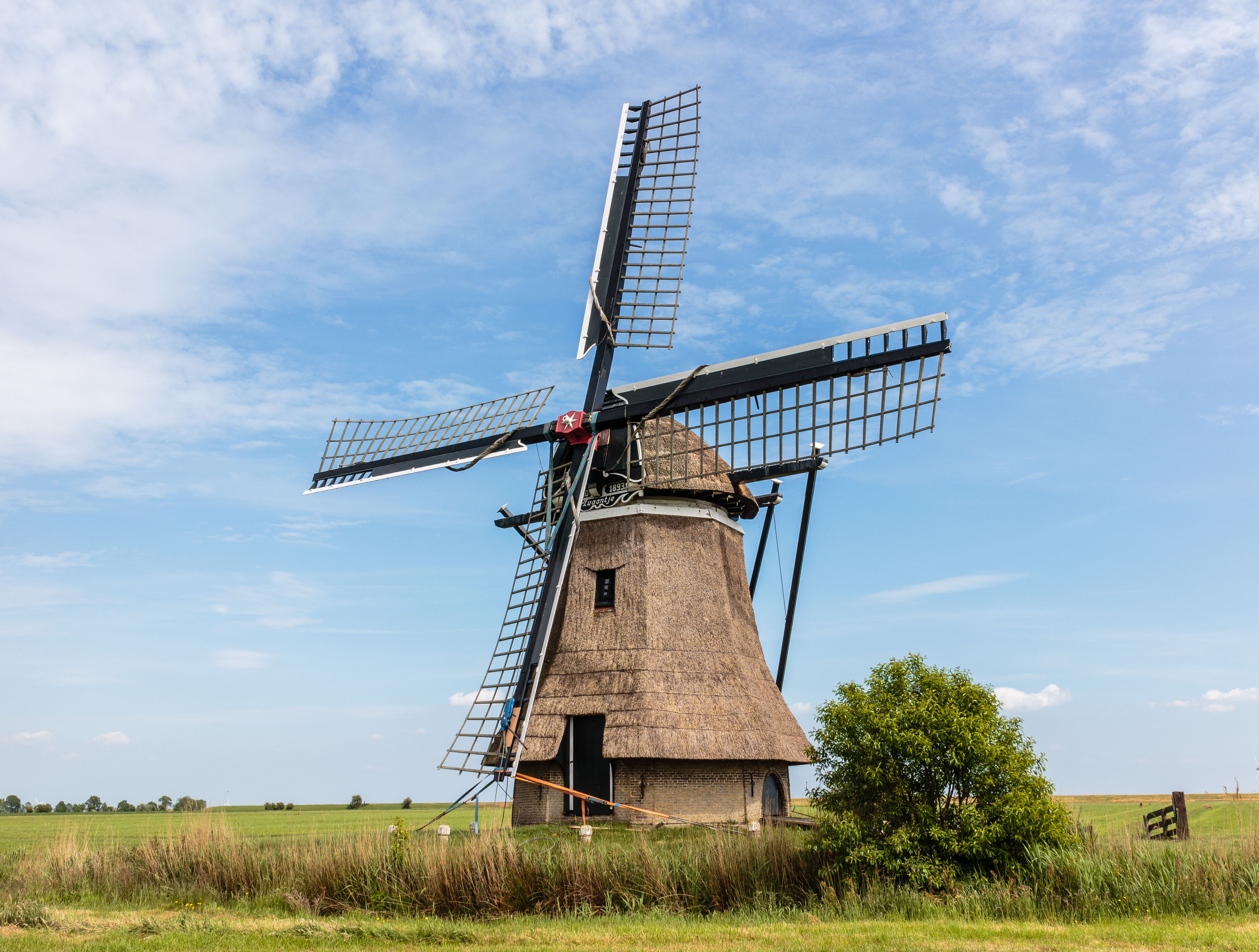
Вітряк 't Zwaantje
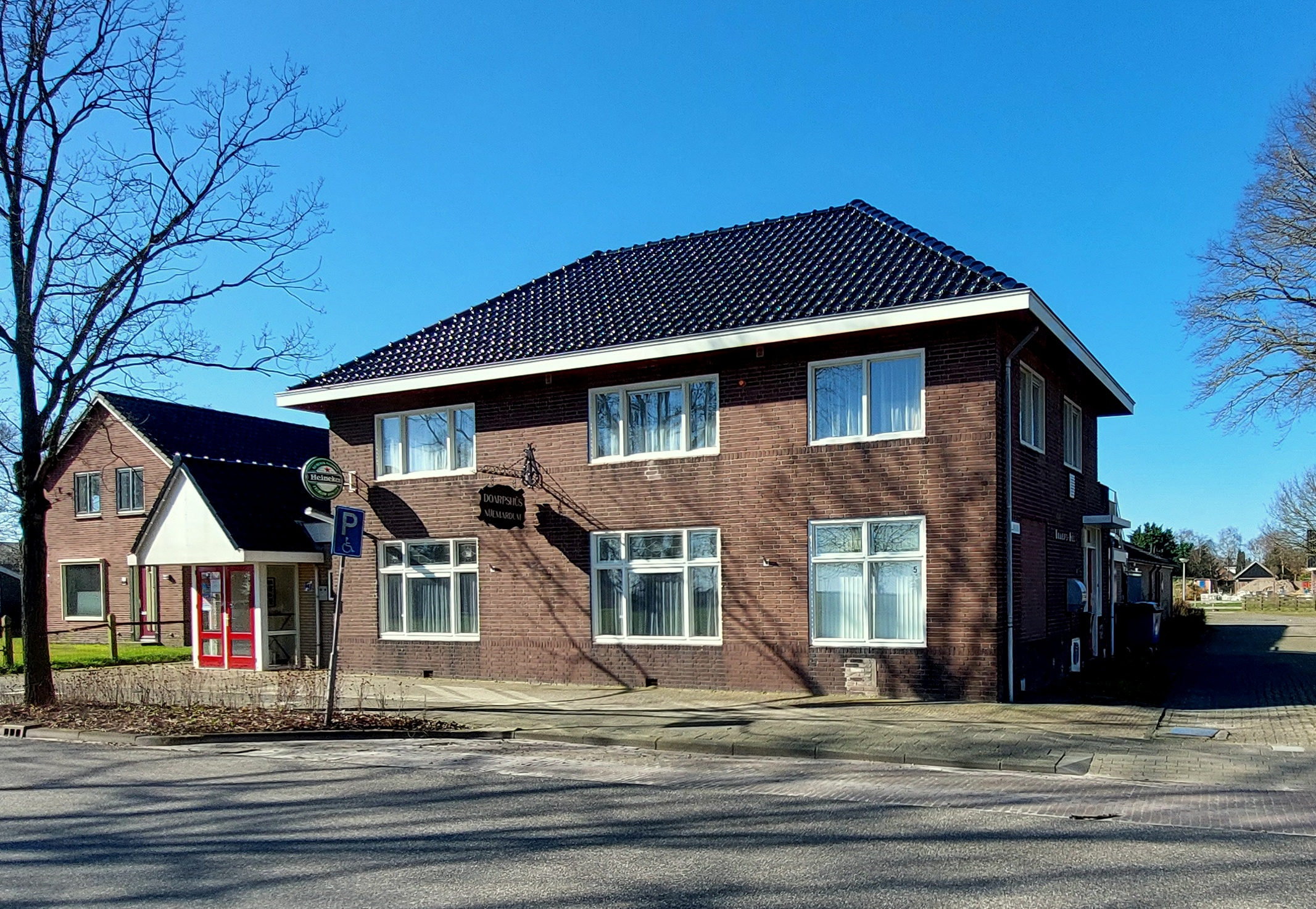
Сільський будинок
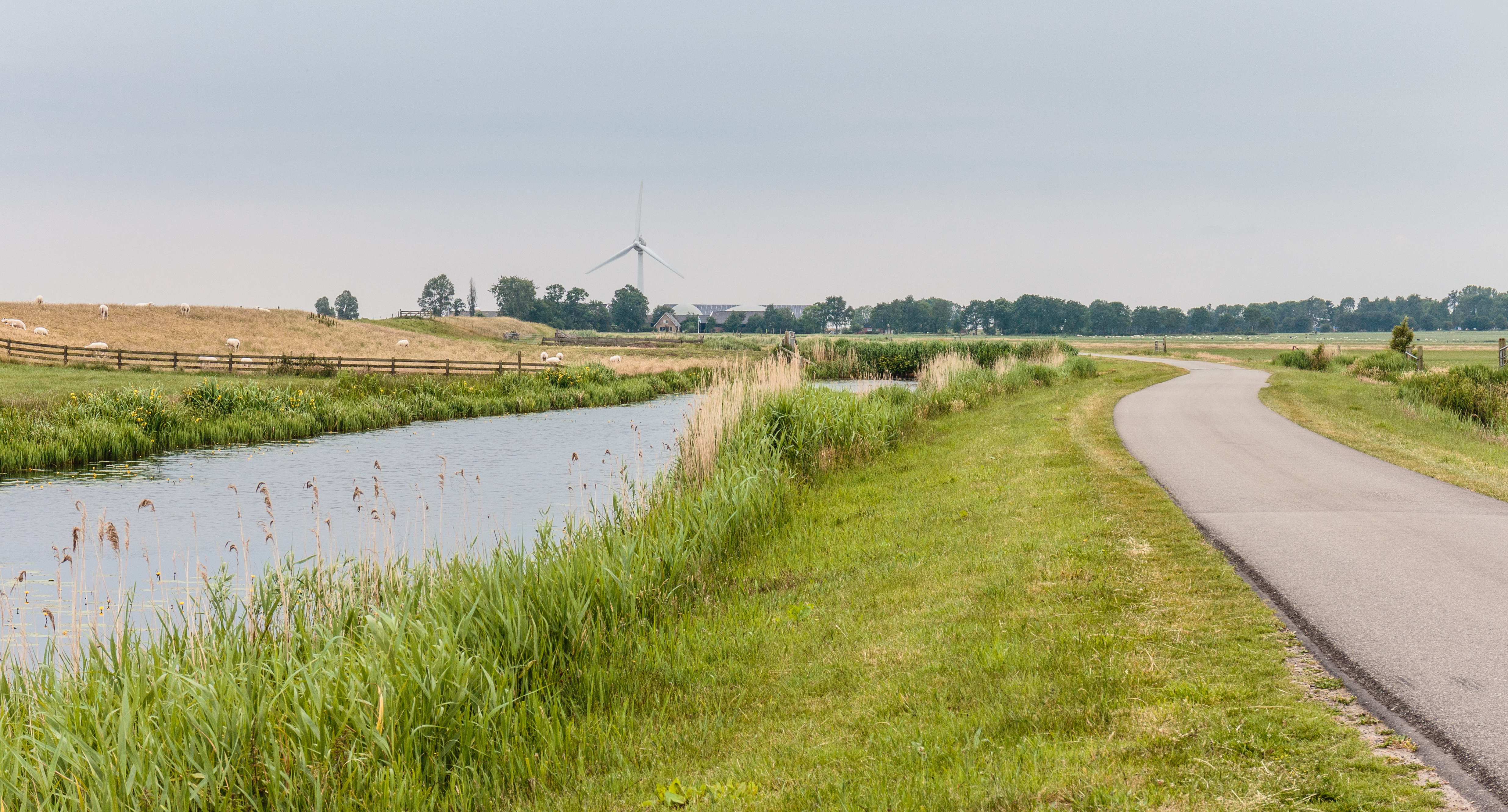
Пейзаж поблизу села
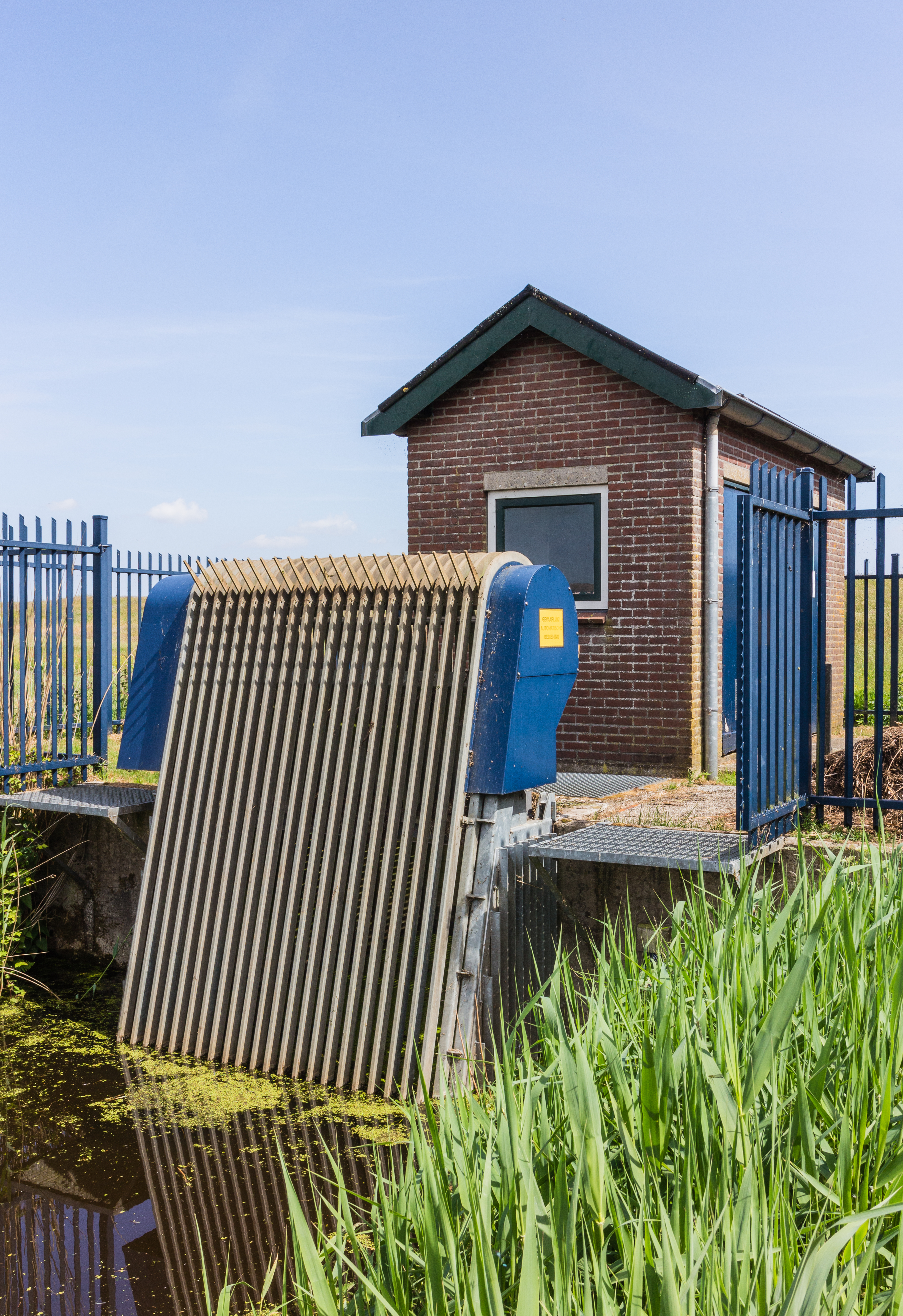
Насосна станція